# 17-я кавалерийская дивизия Червонного казачества
17-я кавалерийская дивизия Червонного казачества — соединение кавалерии РККА, созданное во время Гражданской войны в России 1918—1920 годов. Являлось манёвренным средством в руках фронтового и армейского командования для решения оперативных и тактических задач.

## История и боевой путь

Красный казак и журналист Кузьма Бублик (1901—1925) со своими побратимами во время вербовки добровольцев в 17-ю дивизию. Фото сделано 29 ноября 1923 года на Черниговщине

26 октября 1920 в составе Юго-Западного фронта был сформирован Конный корпус в составе 8-й и 17-й кавалерийских дивизий. Командир 8-й дивизии Червонных казаков В. М. Примаков был назначен командиром корпуса.
В ноябре 1920 17-я кд в составе корпуса принимала участие в Советско-польской войне и в разгроме армии УНР под командованием Семёна Петлюры.
10 декабря 1920 корпус вошёл в состав Киевского военного округа Вооружённых Сил Украины и Крыма.
13 декабря 1920 Конному корпусу было присвоено наименование 1-й Киевский конный корпус.
В январе 1921 дивизия участвовала в боях против украинской армии Махно у Сквиры.
5 апреля 1921 1-й Киевский конный корпус убыл в г. Липовец, что восточнее г. Винница.
В июле 1921 летучий отряд 1-го конного корпуса окончательно добил Махно на Полтавщине.
10 августа 1921 1-му Киевскому конному корпусу было присвоено наименование 1-й конный корпус Червонного казачества им. Всеукраинского Центрального Исполнительного Комитета.
30 ноября 1921 17-й Червонного казачества кавалерийской дивизии было присвоено наименование 17-я Черниговская Червонного казачества кавалерийская дивизия.
21 апреля 1922 1-й корпус вошёл в состав Юго-Западного военного округа Вооружённых Сил Украины и Крыма.
6 мая 1922 17-я Черниговская Червонного казачества кд получила наименование 2-я Черниговская Червонного казачества кд.

## Командный состав 17-я кавалерийской дивизииЧервонного казачества

Начдив Микулин Владимир Иосифович

17-я кавалерийская дивизия Червонного казачества

### Начальники дивизии
- Боревич Пётр Михайлович — с 7 сентября 1920 года по 4 ноября 1920 года[1]
- Микулин Владимир Иосифович — с 4 ноября 1920 года по 31 декабря 1920 года[1]
- Котовский Григорий Иванович — с 31 декабря 1920 года по 24 апреля 1921 года[1]
- Шмидт Дмитрий Аркадьевич — 1921—1922

### Военкомы дивизии
- Дунис Карл Карлович, врид — с 9 сентября 1920 года по 8 октября 1920 года[1]
- Вилкс Герман — с 8 октября 1920 года по 24 апреля 1921 года[1]
- Малыхин, Георгий Сергеевич, врид — с 29 июля 1921 года по 31 августа 1921 года[1]

### Начальники штаба дивизии
- Купенко Сергей Васильевич — с 2 сентября 1920 года по 22 октября 1920 года[1]
- Шейдеман Сергей Михайлович — с 22 октября 1920 года по 5 ноября 1920 года[1]
- Логвинов-Мольтке Валентин Фёдорович, врид — с 5 ноября 1920 года по 5 декабря 1920 года[1]
- Адамсон Эрнест — с 5 декабря 1920 года по 18 декабря 1920 года[1]
- Орлов Владимир, врид — с 18 декабря 1920 года по 31 декабря 1920 года[1]
- Юцевич Константин Фомич — с 31 декабря 1920 года по 19 февраля 1921 года[1]
- Фиалковский Михаил Иванович — с 19 февраля 1921 года по 26 апреля 1921 года[1]